# Гросман, Раиса Львовна
Раиса Львовна Гросман (по первому мужу Прибылёва; 1858, Городище, Черкасский уезд, Киевская губерния, Российская империя — 2 августа 1900, Киев, Российская империя) — русская революционерка, член партий «Народная воля» и «Народное право».

## Биография
Родилась в еврейской семье врача Одесского уездного училища коллежского асессора Льва Моисеевича (1819—1896) и Генриетты Васильевны Гросман (1839—1912). Отец семейства участвовал в Русско-турецкой войне 1877—1878 годов, дослужился до чина статского советника. Мать окончила Гейдельбергский университет, свободно владела тремя иностранными языками. В семье было десять детей. Почти все получили образование и стали врачами, юристами, военными.
Получила образование в Одесской частной гимназии. Семья переехала в Санкт-Петербург. Для получения специального медицинского образования поступила на Петербургские женские медицинские курсы, в числе слушательниц которых и состояла до своего ареста. Сблизилась с радикальной студенческой молодёжью, народовольцами и вступила в партию «Народная воля».
Церковным браком вышла замуж за Александра Васильевича Прибылёва, с этой целью отреклась от иудейской веры и приняла православие.
С весны 1882 года по заданию организации вместе с А. В. Прибылёвым была «хозяйкой» конспиративной квартиры в доме № 24 на 11-й линии Васильевского острова используемой как динамитная мастерская при подготовке покушения на жандармского подполковника Г. П. Судейкина.
В ночь на 5 июня 1882 года в своей квартире была арестована с мужем и другими сотрудниками динамитной мастерской. Предана суду Особого Присутствия Правительствующего Сената, проходившего 28 марта — 5 апреля 1883 года (Процесс семнадцати) и приговорена к лишению всех прав и 15 годам каторжных работ на заводах. По конфирмации срок каторжных работ был снижен до 4 лет. Каторжные работы отбывала на Карийской каторге с мужем А. В. Прибылевым. Однако брак вскоре распался, официально расторгнут в 1893 году.
С 1885 года оказалась на поселении в одном из улусов Якутской области. Там познакомилась и вышла замуж гражданским браком за ссыльнопоселенца Н. С. Тютчева. В сентябре 1887 года вместе с мужем переехала в Красноярск под гласный надзор полиции. В декабре 1890 года семьёй выехали из Красноярска в Оренбург, а в 1892 году из Оренбурга переехали в Новгород.
После организации в сентябре 1893 года партии «Народное право» принимала в ней участие. При разгроме партии весной 1894 года была арестована и административно сослана в Красноярск.
После освобождения жила у родственников в Киевской губернии.
Умерла 2 августа 1900 года в Киеве от рака.
Тело перевезено в Санкт-Петербург, где в то время проживали мать, братья и сёстры Раисы Гросман, и погребено на Митрофаниевском кладбище.

## Родственники
- первый муж — Александр Васильевич Прибылёв. Брак бездетный.
- второй муж — Николай Сергеевич Тютчев.

сын — Сергей Николаевич Тютчев (1886, Якутская область, Российская империя — 1918, Киев, Украинская народная  республика) — офицер лейб-гвардии Сапёрного батальона.
- племянница — Вера Фёдоровна Шмидт — детский психоаналитик и педагог, жена Отто Юльевича Шмидта, дочь сестры Елизаветы.
- племянник — Владимир Осипович Лихтенштадт — эсер-максималист, сын сестры Марины.

## Интересный факт
На  процессе 17-ти Раису Львовну Гросман защищал её родной брат, присяжный поверенный  Василий Львович Гросман.

## Примечание
1. ↑  По другим данным — родилась в Одессе.